# Ях'я Джамме
Ях'я Абдул-Азіз Джамус Джункунг Джамме (також Яйя Джамме, англ. Yahya Abdul-Azziz Jemus Junkung Diliu Jammeh; нар. 25 травня 1965) — гамбійський військовий і державний діяч, президент країни (1996–2017), полковник у відставці.

## Життєпис

### Військова кар'єра
Ях'я Джамме народився 25 травня 1965 року в містечку Канілаї на південному заході Гамбії. 1984 року вступив на службу до національної жандармерії Гамбії та до 1986 року служив у підрозділі спеціального призначення. 1986 року отримав звання сержанта. З 1986 до 1989 року Джамме був інструктором у тренувальній школі жандармерії. 1989 його призначили відповідальним за президентський ескорт у президентській гвардії, на тій посаді він залишався до 1990 року. 1991 Ях'я Джамме став командувачем у мобільній жандармерії, а наступного року отримав звання лейтенанта і призначений командувачем військової поліції у складі Національної армії Гамбії. Проходив військову підготовку у США, навчався на базових курсах підготовки офіцерів поліції у Форт-Макклелані у штаті Алабама й 1994 року отримав диплом з військової справи.

### Президент країни
22 липня 1994 29-річний лейтенант Ях'я Джамме очолив безкровний військовий переворот, організований невеликою групою з п'яти молодих лейтенантів у віці від 25 до 30 років, усунувши від влади президента Дауду Кайраба Джавару, який правив країною з моменту здобуття нею незалежності 1965 року. Джамме став головою Тимчасової урядової ради. Того ж року він отримав звання капітана.
26 вересня 1996 у країні відбулись президентські вибори, перемогу на яких здобув Яйя Джамме, який набрав 55,77 % голосів. Того ж року отримав звання полковника та звільнився з лав збройних сил. На наступних президентських виборах, що відбулись 18 жовтня 2001, його було переобрано з 52,84 % голосів виборців.
На зустрічі з народом 2003 року Джамме заявив: «Молодь, яка грає у футбол в сезон дощів, і відмовляється працювати на країну, буде сидіти у в'язниці». Приводом для цього стала інформація, що в сезон дощів, замість підняття добробуту країни, молоде населення грає у футбол.
На президентських виборах, що відбулись 22 вересня 2006 року, Джамме набрав 67,33 % голосів виборців.

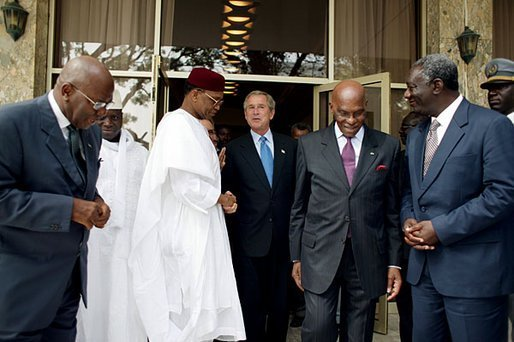
На зустрічі президента США Джорджа Буша з лідерами держав Західної Африки з демократичною формою правління у Президентському палаці в Дакарі, Сенегал

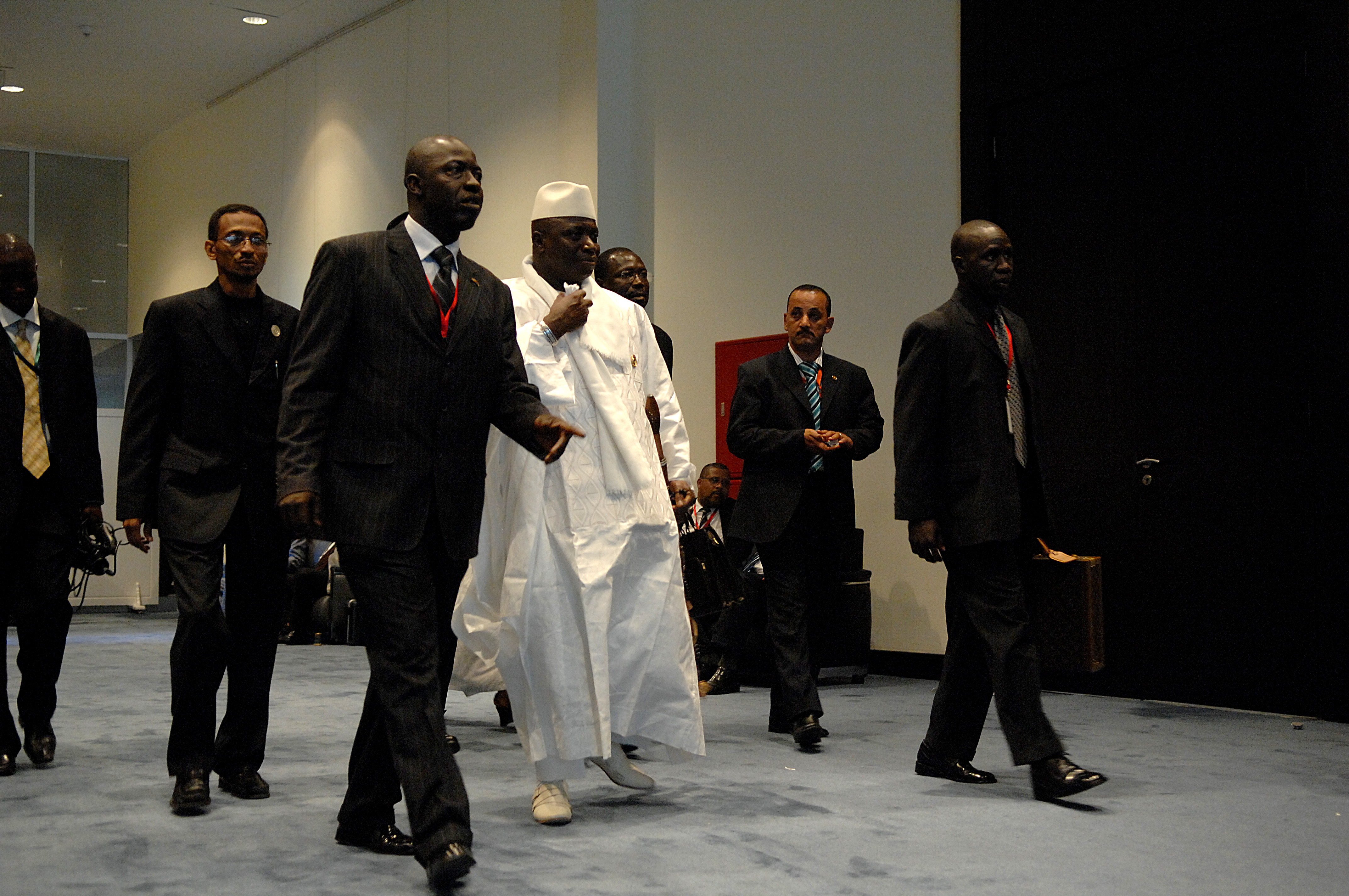
В оточенні охорони на 11-му саміті Африканського союзу (Шарм-еш-Шейх, Єгипет, 30 червня 2008 року)

На початку 2009 року померла тітка президента, у смерті якої Яйя Джамме звинуватив чаклунів. Починаючи з того часу, у країні по суті почалось «полювання на відьом». За даними міжнародної правозахисної організації Amnesty International до тисячі людей стали жертвами викрадень у межах проведеної кампанії; вони розміщувалися в таємних центрах, їх примушували пити дурманні зілля. За словами очевидців, у тій облаві брали участь поліцейські, військовики та співробітники розвідки й особистої охорони президента, а серед викрадених переважно були люди похилого віку. У декого з тих, хто пив зілля, згодом виникли проблеми з нирками, а двоє з них померли. Сам Джамме стверджував, що має надприродні здібності та навіть заявляв, що знайшов ліки від СНІДу та астми, які він пропонував лікувати відварами з трав. Раніше у всіх бідах президент намагався звинуватити гомосексуалів та обіцяв убити всіх геїв, які залишилися в країні.
Щодо правозахисників Ях'я Джамме восени того ж року в інтерв'ю державному телеканалу заявив, що готовий вбити будь-кого, хто бажає «дестабілізації становища в Гамбії»:
|  | Якщо ви пов'язані з якою-небудь правозахисною групою, будьте впевнені в тому, що вам не гарантована безпека. Ми готові вбивати шкідників… Якщо ви думаєте, що можете співпрацювати з так званими захисниками прав людини і вам це зійде з рук, значить, ви живете у своєму власному вигаданому світі. Я вас уб'ю, тож нічого з цього не вийде. |

8 листопада 2010 він виявив бажання стати королем своєї країни. Забезпечити майбутній коронації підтримку серед населення було доручено племінним лідерам Гамбії. Нині офіційний титул глави держави звучить як «Його ясновельможність президент шейх професор аль-хаджі доктор Ях'я Джамме», що нагадує гучні титули найодіозніших африканських диктаторів — Іді Аміна, Франсиско Масіаса Нгеми, Мобуту Сесе Секо. У разі, якщо він стане королем, необхідність у проведенні виборів відпаде. При цьому жодних істотних змін у політичному житті Гамбії після коронації Джамме, швидше за все, не відбудеться. Диктатор контролює країну практично одноосібно — йому підпорядковуються опозиція, преса й духовенство.
У середині січня 2013 року Джамме ухвалив рішення про встановлення чотириденного робочого тижня, оголосивши п'ятницю днем молитов і вихідним днем разом із суботою та неділею.
Рішення про коронування не було прийняте, і на виборах президента у 2016 році Джамме програв лідерові опозиції Адаму Барроу. Але через тиждень із дня оголошення результатів виборів у країні, Яйя Джамме заявив про незгоду з рішенням виборчої комісії та численні порушення під час виборів, через що він вимагає проведення перевиборів. 18 січня Сенеґал, Ґана та Ніґерія заявили про можливість військової інтервенції до Гамбії, якщо Джамме не передасть владу новообраному президентові. Увечері 19 січня 2017 року війська Сенегалу перетнули кордон. Проте 20 січня військову операцію, яка розпочалася напередодні для вирішення президентської кризи в Гамбії, призупинено. Відзначається, що сторони здійснять останню спробу за міжнародним посередництвом мирно врегулювати ситуацію. 21 січня 2017 року Джамме заявив по місцевому телебаченню, що в Гамбії не має бути пролито жодної краплі крові. Після цього він відлетів до Конакрі, прихопивши з собою 11,4 млн доларів, залишивши таким чином казначейство Гамбії без грошей. Зрештою притулок колишньому президенту надала Екваторіальна Гвінея.
Наприкінці липня 2019 року правозахисні організації Human Rights Watch і TRIAL звинуватили колишнього президента Гамбії Ях'я Джамме у зґвалтуванні Фату Джеллоу і закликали інших дівчат розповісти про подібні факти насильства з його боку.

## Родина
З 1994 до 1998 року був одружений з Туті Фаал.
Другим шлюбом одружений із Зейнаб Ях'я Джамме (уроджена Сума, нар. 5 жовтня 1977, Рабат, Марокко). Дочка Міріам Джамме (нар. 2000) і син Мухаммед Ях'я Джамме (нар. 2007).

## Нагороди та звання
- Великий командор ордена Аль-Фатх (Лівія, 1995)
- Орден діамантового нефриту (Тайвань, 1996)
- «Панафриканська гуманітарна премія 1997»
- Почесний громадянин штату Джорджія (1993)

1997 року Біографічний інститут Північної Кароліни висунув Ях'я Джамме на здобуття звання «Громадянина року», яким Джамме і став за рік. У вересні того ж року він став почесним Адміралом штату Алабама. 1999 року отримав ступінь доктора права в Канаді, і того ж року був внесений до британського списку видатних людей тисячоліття, складеного Міжнародним біографічним інститутом Кембриджа. Ях'я Джамме регулярно отримував нагороди від лідера лівійської нації Муаммара Каддафі, також він відзначений державними нагородами Китаю, Сенегалу, Ліберії тощо.

## Цікаві факти
- Ях'я Джамме входив до Книги рекордів Гіннесса станом на 2001 рік як наймолодший президент і станом на 2006 рік як наймолодший глава держави.